# Atractodes mallyi
Atractodes mallyi är en stekelart som beskrevs av John Colburn Bridwell 1919. Atractodes mallyi ingår i släktet Atractodes och familjen brokparasitsteklar. Inga underarter finns listade.